# 1964 w lotach kosmicznych
| Data                 | Ładunek                             | Rakieta          | Opis |
| -------------------- | ----------------------------------- | ---------------- | --- |
| 11 stycznia 1964     | Poppy 3C SECOR 1B Poppy 3A Poppy 3B | Thor Agena D     | * Poppy 3C, 3A i 3B były to satelity wywiadu radioelektronicznego typu Poppy, służące do zbierania danych o radzieckich radarach obrony powietrznej i antybalistycznej. * SECOR 1B to wojskowy satelita naukowy, służący do badań z dziedziny geodezji i nawigacji satelitarnej. |
| 19 stycznia 1964     | DMSP Block 1 F-6 DMSP Block 1 F-7   | Thor Agena D     | Trzecia i czwarta zakończona sukcesem misja wojskowego satelity meteorologicznego. |
| 21 stycznia 1964     | Relay 2                             | Thor Delta B     | Technologiczny satelita telekomunikacyjny. |
| 25 stycznia 1964     | Echo 2                              | Thor Agena B     | Pasywny technologiczny satelita telekomunikacyjny, mający formę nadmuchiwanego balonu o średnicy 41 metrów, którego głównym zadaniem było odbijanie fal radiowych wysyłanych z Ziemi.                                                                                            |
| 29 stycznia 1964     | Saturn-Apollo 5                     | Saturn I Block 2 | Pierwszy lot orbitalny w programie Apollo. |
| 30 stycznia 1964     | Elektron 1 Elektron 2               | Wostok           | Satelity badały Pas Van Allena. Są to najdłużej pozostające na orbicie radzieckie satelity. |
| 30 stycznia 1964     | Ranger 6                            | Thor Agena B     | Celem misji sondy było przekazanie obrazu Księżyca, tuż przed uderzeniem w jego powierzchnię. Doszło do zderzenia z powierzchnią Księżyca, jednak kamery uległy awarii i nie przekazały obrazu.                                                                                  |
| 18 marca 1964        | Kosmos 26                           | Kosmos           | Poza zadaniem testowania technik stabilizacji satelitów, był radzieckim wkładem w międzynarodowe programy badania Słońca i magnetosfery. |
| 27 marca 1964        | Ariel 2                             | Scout X-3        | Badał galaktyczny szum radiowy, rozkład ozonu atmosferycznego i mikrometeoroidy. |
| 2 kwietnia 1964      | Zond 1                              | Mołnia           | Sonda kosmiczna wysłana w kierunku Wenus, minęła planetę w odległości 99 799 kilometrów. Z powodu awarii nadajnika nie przesłała na Ziemię żadnych danych. |
| 8 kwietnia 1964      | Gemini 1                            | Titan II         | Pierwszy bezzałogowy lot w programie Gemini. |
| 12 kwietnia 1964     | Polot 2                             | Polot 11A59      | W ramach programu Polot testował zmiany orbity satelity, co miało służyć opracowaniu skutecznej broni antysatelitarnej. |
| 28 maja 1964         | Saturn-Apollo 6                     | Saturn I Block 2 | Drugi lot orbitalny w programie Apollo. Pierwszy lot modelu statku Apollo. |
| 4 czerwca 1964       | Transit 5C-1                        | Scout X-4        | Badał system nawigacyjny dla okrętów podwodnych wyposażonych w pociski balistyczne UGM-27 Polaris. Energii dostarczał generator RTG. |
| 6 czerwca 1964       | Kosmos 31                           | Kosmos           | Służyły do testów żyroskopowych systemów stabilizacji satelitów. Prowadziły także badania promieniowania kosmicznego. |
| 18 czerwca 1964      | DMSP Block 1 F-8 DMSP Block 1 F-9   | Thor Agena D     | Piąta i szósta, zakończona sukcesem misja wojskowego satelity meteorologicznego. |
| 10 lipca 1964        | Elektron 3 Elektron 4               | Wostok           | Satelity badały Pas Van Allena. |
| 17 lipca 1964        | Vela 2A Vela 2B ERS 13              | Atlas Agena D    | * Vela 2A i Vela 2B miały wykrywać eksplozje atomowe na Ziemi w ramach kontroli porozumień ograniczających próbne wybuchy jądrowe. * ERS 13 badał ziemską magnetosferę. |
| 28 lipca 1964        | Ranger 7                            | Thor Agena B     | Pierwsza w pełni udana misja z serii programu Ranger. Sonda wykonała pierwsze amerykańskie zdjęcia powierzchni Księżyca. |
| 18 sierpnia 1964     | Kosmos 38 Kosmos 39 Kosmos 40       | Kosmos           | Były to pierwsze trzy testowe satelity telekomunikacyjne typu Strzała 1, które zapoczątkowały serię 26 satelitów. Działały na zasadzie store and forward. |
| 19 sierpnia 1964     | Syncom 3                            | Thor Delta D     | Pierwszy geostacjonarny satelita telekomunikacyjny. |
| 22 sierpnia 1964     | Kosmos 41                           | Molnia           | Pierwszy pomyślnie wyniesiony radziecki satelita telekomunikacyjny. Pierwszy satelita z serii Molnia 1. |
| 22 sierpnia 1964     | Kosmos 42 Kosmos 43                 | Kosmos           | Czwarty i piąty satelita telekomunikacyjny z serii Strzała 1. |
| 25 sierpnia 1964     | Explorer 20                         | Scout X-4        | Badał jonosferę |
| 28 sierpnia 1964     | Nimbus 1                            | Thor Agena B     | Pierwszy z serii satelitów meteorologicznych. Z powodu awarii działał tylko przez miesiąc. |
| 28 sierpnia 1964     | Kosmos 44                           | Wostok           | Prototyp satelity meteorologicznego typu Meteor 1. |
| 5 września 1964      | OGO 1                               | Atlas Agena B    | Pierwszy satelita z serii OGO, przeznaczony do badań geofizycznych. |
| 18 września 1964     | Saturn-Apollo 7                     | Saturn I Block 2 | Drugi test kapsuły Apollo. |
| 4 października 1964  | Explorer 21                         | Thor Delta C     | Satelita naukowy programu Explorer, drugi z serii Interplanetary Monitoring Platform. Wykonywał badania przestrzeni międzyplanetarnej. |
| 7 października 1964  | Kosmos 47                           | Woschod          | Test załogowego statku kosmicznego Woschod. |
| 6 października 1964  | Transit O-1 Calsphere 1 Calsphere 2 | Thor Able Star   | *Pierwszy operacyjny wojskowy satelita nawigacyjny. *Calsphere 1 i 2 służyły do kalibracji radarów. |
| 10 października 1964 | Explorer 22                         | Scout X-4        | Badał jonosferę |
| 12 października 1964 | Woschod 1                           | Woschod          | Pierwszy wieloosobowy lot kosmiczny, pierwsze miękkie lądowanie kapsuły powrotnej. Załogę stanowiło trzech kosmonautów: Władimir Komarow, Konstantin Fieoktistow i Boris Jegorow.                                                                                                |
| 5 listopada 1964     | Mariner 3                           | Atlas Agena D    | W ramach programu Mariner sonda miała badać Marsa. Misja zakończona niepowodzeniem z powodu nie oddzielenia się osłony chroniącej podczas startu sondę. |
| 6 listopada 1964     | Explorer 23                         | Scout X-4        | Badał prawdopodobieństwo uderzenia mikrometeoroidu w statek kosmiczny. |
| 21 listopada 1964    | Explorer 24 Explorer 25             | Scout X-4        | *Miał formę nadmuchiwanego balonu o średnicy 3,6 metra do badania górnych warstw atmosfery. *Badał cząstki energetyczne w otoczeniu Ziemi. |
| 28 listopada 1964    | Mariner 4                           | Atlas Agena D    | Sonda przeleciała w pobliżu Marsa, i wykonała pierwsze w historii zdjęcia planety. |
| 30 listopada 1964    | Zond 2                              | Molnia           | Sonda przeleciała w pobliżu Marsa, nie przesłała jednak na Ziemię żadnych danych. |
| 10 grudnia 1964      | Transtage 2                         | Titan IIIA       | Udany test górnego członu rakietowego Transtage. |
| 13 grudnia 1964      | Transit 5E-5 Transit O-2            | Thor Able Star   | *Satelita naukowo-technologiczny badał min magnetosferę *Drugi operacyjny wojskowy satelita nawigacyjny. |
| 15 grudnia 1964      | San Marco 1                         | Scout X-4        | Pierwszy włoski satelita. Badał jonosferę i gęstość górnych warstw atmosfery. |
| 21 grudnia 1964      | Explorer 26                         | Thor Delta C     | Czwarty satelita z serii Energetic Particle Explorer, badał głównie magnetosferę. |